# Stedocys pagodas
Stedocys pagodas là một loài nhện trong họ Scytodidae.
Loài này thuộc chi Stedocys. Stedocys pagodas được miêu tả năm 2009 bởi Labarque et al..